# Оран в Ниверн
„Оран в Ниверн“ (на френски: Labourage nivernais; Oxen ploughing in Nevers) е картина от френската художничка Роза Боньор от 1849 г.
Картината е рисувана с маслени бои върху платно и е с размери 133 х 260 cm. Роза Боньор е представителка на Барбизонската школа, която защитава връщането към природата като начин за бягство от социалните проблеми, причинени от индустриализацията и урбанизацията в края на XVIII и началото на XIX в. През 1848 г. получава държавна поръчка, чийто резултат е първият ѝ голям успех. Утвърждава се като водещ художник на животни и най-известната жена художник на своето време. След цяла зима прекарана в проучване на живо, картината ѝ е изложена още на следващата година. По това време темата за обединяването на хората с природата е популяризирана в селските романи на Жорж Санд. Картината споделя почитта на Миле към селския живот, но истинският сюжет са животните в пейзажа. Изобразени са с убедителен натурализъм, нареждащ я към най-влиятелните реалисти.